# Batočina
Batočina (en serbocroata cirílico, Баточина) es un municipio situado en el distrito de Šumadija, en Serbia. Según el censo de 2022, tiene una población de 10 162 habitantes.
En 2011 la mayoría de la población se componía étnicamente de serbios.
Se ubica unos 20 km al noreste de Kragujevac, junto a la carretera A1, que une Belgrado con Niš, y cerca del río Gran Morava.

## Pedanías
Junto con Batočina, pertenecen al municipio las siguientes pedanías:
| - Badnjevac - Brzan - Gradac - Dobrovodica - Žirovnica | - Kijevo - Milatovac - Nikšić - Prnjavor - Crni Kao |